# Gabriëlla Cleuren
Gabriëlla Cleuren (Kleine-Spouwen, 1942) is een Belgische kunstschilder.
Gabriëlla Cleuren studeerde aan de Nordic Art and Music van de Universiteit van Oslo (Noorwegen, 1965). Van 1966 tot 1970 zaten Gabriëlla Cleuren en haar man in Bonaire (Nederlandse Antillen). In 1970 keerde ze terug naar België en ging ze onder andere naar de kunstacademie van Hasselt en Sint-Niklaas. Van 1989 tot 1997 leefde ze met haar man in Hamburg, Duitsland. Daarna keerden ze terug naar België om zich voorgoed te vestigen in Sint-Niklaas. In 2016 werd Gabriëlla Cleuren lid van de Rainforest Art Foundation Europe en ze ontving de Red Line Art Works award in 2017. 